# Ben Issa Ousseni
Pour les articles homonymes, voir Ousseni.
Ben Issa Ousseni, né le 11 juillet 1973, est un homme politique français.

## Parcours politique
Membre de l’UMP puis des Républicains, il été conseiller général de Mayotte pour le canton de M'Tsangamouji de 2011 à 2015 et acuellement conseiller départemental pour le canton de Tsingoni depuis 2015. 
Le 1er juillet 2021, au premier tour de scrutin, il est élu président du conseil départemental de Mayotte par 14 voix contre 12 à Maymounati Moussa Ahamadi (NEMA).